# Municipio de Jefferson (condado de Osage)
El municipio de Jefferson (en inglés: Jefferson Township) es un municipio ubicado en el condado de Osage en el estado estadounidense de Misuri. En el año 2010 tenía una población de 1249 habitantes y una densidad poblacional de 5,37 personas por km².

## Geografía
El municipio de Jefferson se encuentra ubicado en las coordenadas 38°21′8″N 91°43′44″O / 38.35222, -91.72889. Según la Oficina del Censo de los Estados Unidos, el municipio tiene una superficie total de 232.78 km², de la cual 231,32 km² corresponden a tierra firme y (0,63 %) 1,46 km² es agua.

## Demografía
Según el censo de 2010, había 1249 personas residiendo en el municipio de Jefferson. La densidad de población era de 5,37 hab./km². De los 1249 habitantes, el municipio de Jefferson estaba compuesto por el 98,48 % blancos, el 0,4 % eran afroamericanos, el 0,64 % eran amerindios, el 0,16 % eran de otras razas y el 0,32 % eran de una mezcla de razas. Del total de la población el 0,32 % eran hispanos o latinos de cualquier raza.